# Hospital 20 de Noviembre (estación)
Hospital 20 de Noviembre es una de las estaciones que forman parte del Metro de la Ciudad de México, perteneciente a la Línea 12. Se ubica al sur de la Ciudad de México, en la alcaldía Benito Juárez.

## Información general
El nombre hace alusión al Hospital "20 de Noviembre" del ISSSTE, que se halla en la acera norte de la avenida Félix Cuevas, frente a la estación. El ícono muestra la cubierta del hospital, a base de tridilosa. 

### Incidencias
La estación permaneció cerrada desde el 4 de mayo de 2021 hasta el 15 de enero de 2023 por seguridad, debido a un desplome que ocurrió en la interestación Tezonco-Olivos con dirección a Tláhuac y que dejara un saldo de 27 fallecidos y 80 heridos.

## Afluencia
La siguiente tabla presenta la afluencia de la estación en el año 2014, organizados en días laborales, fines de semana y días festivos.
| Día           | Afluencia promedio |
| ------------- | ------------------ |
| Laboral       | 10,491             |
| Fin de semana | 4,460              |
| DÍa festivo   | 3,165              |

La siguiente tabla muestra la afluencia de la estación en los últimos 10 años:
| Afluencia Anual de Pasajeros | Afluencia Anual de Pasajeros | Afluencia Anual de Pasajeros | Afluencia Anual de Pasajeros | Afluencia Anual de Pasajeros | Afluencia Anual de Pasajeros |
| ---------------------------- | ---------------------------- | ---------------------------- | ---------------------------- | ---------------------------- | ---------------------------- |
| Año                          | Afluencia                    | A Diario                     | Ranking                      | Incremento                   | Ref.                         |
| 2023                         | 2,808,016                    | 7,693                        | 135°/187                     | X                            | [ 4 ]                        |
| 2022                         | 0                            | 0                            | X                            | -100.00%                     | [ 5 ]                        |
| 2021                         | 593,128                      | 1,625                        | 189°/195                     | -73.41%                      | [ 6 ]                        |
| 2020                         | 2,230,428                    | 6,094                        | 145°/195                     | -48.01%                      | [ 7 ]                        |
| 2019                         | 4,290,490                    | 11,754                       | 142°/195                     | -0.83%                       | [ 8 ]                        |
| 2018                         | 4,326,521                    | 11,853                       | 140°/195                     | +2.63%                       | [ 9 ]                        |
| 2017                         | 4,215,476                    | 11,549                       | 138°/195                     | +1.57%                       | [ 10 ]                       |
| 2016                         | 4,150,150                    | 11,339                       | 141°/195                     | +7.11%                       | [ 11 ]                       |
| 2015                         | 3,874,660                    | 10,615                       | 134°/195                     | +7.40%                       | [ 12 ]                       |
| 2014                         | 3,607,568                    | 9,883                        | 140°/195                     | +10.34%                      | [ 13 ]                       |

## Conectividad

### Salidas
- Norponiente: Eje 7 Sur Av. Félix Cuevas y Eje 3 Poniente Av. Coyoacán, Col. del Valle.
- Surponiente: Eje 7 Sur Av. Félix Cuevas y Eje 3 Poniente Av. Coyoacán, Col. U.H. Presidente Miguel Alemán.
- Nororiente: Eje 7 Sur Av. Félix Cuevas y Eje 3 Poniente Av. Coyoacán, Col. del Valle
- Suroriente: Eje 7 Sur Av. Félix Cuevas y Eje 3 Poniente Av. Coyoacán, Col. U.H. Presidente Miguel Alemán.

### Conexiones
Servicio de Transportes Eléctricos de la Ciudad de México
- Línea 3 del Trolebús de la Ciudad de México (Mixcoac / Mueso de Transportes Eléctricos):
  - Hospital 20 de Noviembre.

Corredores Concesionados
Corredor 6: Eje 8-Iztapalapa (COVISUR) (Barranca del Muerto / Ermita).

## Sitios de interés
- Hospital "20 de Noviembre"